# 英國國家太空中心
英國國家太空中心(British National Space Centre)是英國統籌太空活動的中央組織，1985年由11個政府部門及研究局派出代表組織，負責協調太空科學、地球觀測、衛星通訊、全球定位系統等領域的研究，各部門輪流派出五十名公務員協助日常運作。2010年4月1日开始被英国宇航署替代。
目前參與中心運作的部門有貿易及工業部、運輸部、國防部、環境食品部、教育部、外交及英聯邦辦公室，另外自然環境研究局、英國氣象局、原子物理及天文研究局、拉塞福實驗室亦有派人參與中心工作。　
有別於各國的太空總署，英國國家太空中心只扮演統籌角色，而無權制定太空政策。在英國每年約撥出4億美元太空經費中，大部分都流向歐洲太空總署。中心每年的預算只有200萬美元。
英國科學家對中心缺乏獨立能力一直提出反對。而中國及印度太空的技術提升也多次成為英國本土要求增撥太空預算的理據。2007年英國皇家學會就曾公開呼籲政府成立一個近似美國太空總署的組織，取代目前中心的職能。英國太空工業組織UKspace亦指英國太空政策落在不同部門手中，沒有中央機構能推動本土工業發展。連串舉動令英國成立獨立太空總署的呼聲越高。

## 外部連結
- British National Space Centre